# Francisco Gómez Kodela
Pour les articles homonymes, voir Gómez.

a Compétitions nationales et continentales officielles uniquement.

b Matchs officiels uniquement.
Dernière mise à jour le 14 juin 2025.
Francisco Gómez Kodela, né le 7 juillet 1985 à Buenos Aires (Argentine), est un joueur international argentin de rugby à XV qui joue au poste de pilier droit.
Il remporte le Challenge européen en 2012 avec Biarritz et en 2022 avec Lyon.

## Biographie

### Carrière en club
Francisco Gómez Kodela commence sa carrière avec le Belgrano Athletic Club au sein du Championnat de l'URBA.
Il signe au Biarritz olympique en octobre 2011 en tant que joker médical du troisième ligne Magnus Lund,. Durant la saison 2011-2012, le Biarritz olympique atteint la finale du Challenge européen. Pour cette rencontre face au RC Toulon, il entre en jeu et le BO l'emporte 21-18,. Faisant de bonnes prestations à droite la mêlée, il est ensuite prolongé jusqu'en juin 2014 par le club basque.
Il signe ensuite un contrat de deux ans avec l'Union Bordeaux Bègles à partir de la saison 2014-2015. Il arrive pour remplacer le Roumain Silviu Florea,.
Il rejoint ensuite le Lyon olympique universitaire, promu en Top 14, à l'été 2016. En novembre 2017, il prolonge son contrat de deux ans avec le club. Performant malgré son âge désormais avancé, il voit ensuite son contrat prolongé chaque saison jusqu'en 2023,. Après sept saisons à Lyon, il n'est pas conservé en juin 2023 alors qu'il approche de ses 38 ans.
À l'issue de la Coupe du monde 2023, il s'engage en tant que joueur supplémentaire jusqu'à la fin de la saison au Stade français. Après de bonnes performances sous le maillot parisien, il prolonge son contrat pour une saison supplémentaire en avril 2024,. En juin 2025, au terme de sa deuxième saison, il met un terme à sa carrière de joueur, mais reste au club en tant que spécialiste de la mêlée auprès des équipes de jeunes.

### Carrière internationale
Francisco Gómez Kodela joue avec la sélection argentine des moins de 21 ans en 2006,.
Il obtient sa première sélection avec l'équipe d'Argentine le 31 mai 2008 face à l'Uruguay à Montevideo.
Régulièrement appelé jusqu'en 2013, il connaît ensuite une absence en sélection de plus de sept ans à cause de la concurrence à son poste, ainsi que la priorité donné aux joueurs évoluant sur le sol national avec les Jaguares.
Il fait son retour en sélection le 14 novembre 2020, à l'âge de 35 ans, à l'occasion de la victoire historique de son pays face à la Nouvelle-Zélande.
Il fait partie du groupe argentin sélectionné pour disputer la Coupe du monde 2023 en France,. Il joue les sept matchs de son équipe (cinq fois titulaire), qui termine la compétition à la quatrième place,.

## Palmarès
- Vainqueur du Challenge européen en 2012 avec le Biarritz olympique
- Vainqueur du Challenge européen en 2022 avec le Lyon OU.

## Statistiques en équipe nationale
(mise à jour le 5 février 2024)
- 41 sélections avec l'équipe d'Argentine
- 5 points (1 essai)
- Sélections par année : 2 en 2008, 2 en 2011, 4 en 2012, 3 en 2013, 3 en 2020, 7 en 2021, 7 en 2022, 10 en 2023, 3 en 2024